# Ed Nealy
Eddie Carl «Ed» Nealy (Pittsburg, Kansas, 19 de febrero de 1960) es un exjugador de baloncesto estadounidense que disputó diez temporadas en la NBA, además de jugar en la CBA. Con 2,01 metros de estatura, jugaba en la posición de ala-pívot.

## Trayectoria deportiva

### Universidad
Jugó durante cuatro temporadas con los Wildcats de la Universidad Estatal de Kansas, en las que promedió 10,6 puntos y 8,7 rebotes por partido. En su última temporada fue incluido en el mejor quinteto de la Big Eight Conference, tras liderar por segundo año consecutivo la clasificación de mejores reboteadores de la conferencia.

### Profesional
Fue elegido en el puesto 166 del Draft de la NBA de 1982 por Kansas City Kings, con los que firmó un contrato por dos temporadas. Su primera temporada, jugando la mayoría de los partidos como titular, fue la mejor de su carrera, promediando 4,4 puntos y 5,9 rebotes por partido.
Fue despedido con la temporada 1984-85 ya comenzada, y tras pasar dos años en la CBA, regresó a la NBA fichando por los San Antonio Spurs, donde disputó dos temporadas, siendo la más destacada la primera, en la que promedió 3,7 puntos y 4,7 rebotes por partido. En 1988 fichó por los Chicago Bulls, quienes tras 13 partidos lo traspasaron a Phoenix Suns a cambio del tirador Craig Hodges, regresando de nuevo a los Bulls al año siguiente, y de vuelta a los Suns en 1990, donde jugó dos temporadas.
En 1990 fichó por una temporada por los Golden State Warriors, disputando 30 partidos en los que promedió apenas 1,5 puntos y 1,6 rebotes. Acabó su carrera disputando 11 partidos de nuevo con los Bulls al año siguiente.

## Estadísticas de su carrera en la NBA
|  | Campeón de la NBA |

### Temporada regular
| Año      | Equipo       | PJ  | PT | MPP  | %TC  | %3P  | %TL   | RPP | APP | ROB | TPP | PPP |
| -------- | ------------ | --- | -- | ---- | ---- | ---- | ----- | --- | --- | --- | --- | --- |
| 1982-83  | Kansas City  | 82  | 61 | 20.0 | .595 | –    | .614  | 5.9 | .8  | .8  | .1  | 4.4 |
| 1983-84  | Kansas City  | 71  | 1  | 13.5 | .500 | –    | .800  | 3.1 | .7  | .6  | .1  | 2.5 |
| 1984-85  | Kansas City  | 22  | 0  | 10.1 | .591 | –    | .526  | 2.0 | .8  | .1  | .0  | 2.8 |
| 1986-87  | San Antonio  | 60  | 7  | 16.3 | .438 | .129 | .739  | 4.7 | 1.4 | .7  | .2  | 3.7 |
| 1987-88  | San Antonio  | 68  | 1  | 12.3 | .459 | .500 | .651  | 3.3 | .7  | .4  | .1  | 2.1 |
| 1988-89  | Chicago      | 13  | 0  | 7.2  | .714 | –    | .500  | 1.8 | .5  | .2  | .1  | .8  |
| 1988-89  | Phoenix      | 30  | 0  | 5.6  | .276 | .000 | .429  | 1.8 | .3  | .1  | .0  | .6  |
| 1989-90  | Chicago      | 46  | 0  | 10.9 | .529 | .000 | .732  | 3.0 | .6  | .3  | .1  | 2.3 |
| 1990-91  | Phoenix      | 55  | 0  | 10.4 | .464 | .313 | .737  | 2.7 | .7  | .4  | .1  | 2.2 |
| 1991-92  | Phoenix      | 52  | 4  | 9.7  | .512 | .400 | .667  | 2.1 | .7  | .3  | .0  | 3.1 |
| 1992-93  | Golden State | 30  | 4  | 7.6  | .348 | .318 | .700  | 1.6 | .4  | .3  | .0  | 1.5 |
| 1992-93† | Chicago      | 11  | 0  | 7.2  | .435 | .200 | 1.000 | 1.5 | .2  | .3  | .1  | 2.1 |
| Total    | Total        | 540 | 78 | 12.6 | .498 | .292 | .684  | 3.3 | .7  | .5  | .1  | 2.7 |

### Playoffs
| Año   | Equipo      | PJ | PT | MPP  | %TC   | %3P  | %TL   | RPP | APP | ROB | TPP | PPP |
| ----- | ----------- | -- | -- | ---- | ----- | ---- | ----- | --- | --- | --- | --- | --- |
| 1984  | Kansas City | 2  | –  | 9.5  | 1.000 | –    | 1.000 | 3.0 | 1.0 | .0  | .0  | 3.0 |
| 1988  | San Antonio | 2  | 0  | 18.0 | .500  | –    | –     | 3.5 | 2.0 | .5  | .0  | 2.0 |
| 1989  | Phoenix     | 4  | 0  | 1.5  | .333  | –    | –     | .8  | .0  | .0  | .0  | .5  |
| 1990  | Chicago     | 15 | 0  | 15.2 | .472  | .000 | .619  | 3.5 | .3  | .7  | .1  | 3.1 |
| 1991  | Phoenix     | 2  | 0  | 10.0 | .200  | .000 | –     | 2.5 | .0  | .0  | .0  | 1.0 |
| 1992  | Phoenix     | 8  | 0  | 8.4  | .389  | .385 | 1.000 | 2.3 | .5  | .4  | .0  | 2.9 |
| Total | Total       | 33 | 0  | 11.4 | .441  | .333 | .704  | 2.8 | .5  | .4  | .0  | 2.5 |